# Canell espunyit
El canell espunyit  o canell obert és una seqüela d'un esforç excessiu aplicat sobre el canell, com és el cas que li pot passar a un aixecador de pesos, a un atleta en general, o fins i tot a un bricoleur, que ocasiona dolor al canell.

## Tractament
Si no hi ha inflamació l'ús d'algun tipus d'ortesi o fins i tot una canellera reforçada pot ser recomanable.